# 燕瑞博
燕瑞博（Robert William Swallow）（1878年-1938年），英国人，清末与民国时期在中国担任教师。

## 生平
1878年3月1日生于浙江宁波。父亲是英国在华传教士。
中学就读于约克郡哈罗盖特（Harrogate）的阿什维尔学校（Ashville College）。
后来升入曼彻斯特维多利亚大学，并于1899年获该校荣誉理学士（hon.B.Sc.）。
1900年至1902年，在兰开郡（Lancashire）的艾克勒斯文法学校（Eccles Grammar School）担任教师（Assistant Master）。
1902年回到中国，任教于山西大学堂西斋，讲授英文与地理学（当时称为地舆），1907年离职。
1906年，被清廷授予三品顶戴。
1908年，在总部位于香港的Arnhold, Karberg & Company工作。
1915年9月，出任北京大学教师。
1917年，北京大学校长蔡元培认为燕瑞博等几位外国教师不称职，因此将其解雇。燕瑞博等人起诉北京大学，其中燕瑞博要求北京大学赔偿一年的工资。英国驻华使馆也为此事向蔡元培施加压力。但原告最终败诉。
1917年至1920年，前往法国，在中国劳工旅 （Chinese Labour Corps）中出任技术官员。
1920年以后，在北京经商。
1938年，在上海去世。

## 著作
燕瑞博在山西大学堂任教期间与曼彻斯特地理学会（Manchester geographical society）保持紧密联系，并且为该学会的杂志（the journal of the Manchester Geographical society）撰写了数篇有关于华北人文地理的论文。
到达北京后，痴迷于中国文化。著有Ancient Chinese Bronze Mirrors（北平法文图书馆[The French Bookstore]1937年版），Sidelights on Peking Life（北京生活侧影，1927年中国图书有限公司[China Booksellers Ltd.]初版，1930年北平法文图书馆[The French Bookstore]再版，2008年外语教学与研究出版社重版）两部关于中国文化的书籍。其中Sidelights on Peking Life（北京生活侧影）一书颇为人所称道。